# خيسوس كورا إي ليرة
خيسوس كورا إي ليرة هو محامي وقاضي وقانوني وعسكري وصحفي وسياسي إسباني، ولد في 1890 في لوغو في إسبانيا، وتوفي في 1969 في Viveiro ‏ في إسبانيا.